# Vivi-Anne Hultén
Vivi-Anne Hultén (Antuérpia, Bélgica, 25 de agosto de 1911 – Corona Del Mar, Califórnia, 15 de janeiro de 2003) foi uma patinadora artística sueca. Ela conquistou uma medalha de bronze olímpica em 1936, e conquistou quatro medalhas em campeonatos mundiais, sendo uma de prata e três de bronze.

## Principais resultados
| Resultados                                            | Resultados      | Resultados      | Resultados      | Resultados        | Resultados    | Resultados        | Resultados       | Resultados      | Resultados        | Resultados        | Resultados        | Resultados    | Resultados    | Resultados    |
| Internacional                                         | Internacional   | Internacional   | Internacional   | Internacional     | Internacional | Internacional     | Internacional    | Internacional   | Internacional     | Internacional     | Internacional     | Internacional | Internacional | Internacional |
| Evento/Temporada                                      | 1926– 1927      | 1927– 1928      | 1928– 1929      | 1929– 1930        | 1930– 1931    | 1931– 1932        | 1932– 1933       | 1933– 1934      | 1934– 1935        | 1935– 1936        | 1936– 1937        |               |               |               |
| ----------------------------------------------------- | --------------- | --------------- | --------------- | ----------------- | ------------- | ----------------- | ---------------- | --------------- | ----------------- | ----------------- | ----------------- | ------------- | ------------- | ------------- |
| Jogos Olímpicos                                       |                 |                 |                 |                   |               | 5.ª               |                  |                 |                   | Medalha de bronze |                   |               |               |               |
| Campeonato Mundial                                    |                 |                 |                 |                   | 5.ª           | 5.ª               | Medalha de prata | 4.ª             | Medalha de bronze | Medalha de bronze | Medalha de bronze |               |               |               |
| Campeonato Europeu                                    |                 |                 |                 | Medalha de bronze | 4.ª           | Medalha de bronze |                  |                 |                   |                   |                   |               |               |               |
| Nacional                                              |                 |                 |                 |                   |               |                   |                  |                 |                   |                   |                   |               |               |               |
| Campeonato Sueco                                      | Medalha de ouro | Medalha de ouro | Medalha de ouro |                   |               |                   | Medalha de ouro  | Medalha de ouro |                   |                   |                   |               |               |               |
|                                                       |                 |                 |                 |                   |               |                   |                  |                 |                   |                   |                   |               |               |               |
| Legenda: Competição não foi disputada nesta temporada |                 |                 |                 |                   |               |                   |                  |                 |                   |                   |                   |               |               |               |